# Георге Попеску
Георге "Гица" Попеску (рум. Gheorghe "Gică" Popescu; Калафат, 9. октобар 1967) бивши је румунски фудбалер.
Био је капитен Барселоне и кључни део репрезентације Румуније током деведесетих година. Током играчке каријере наступао је за низ европских клубова, укључујући и четири године које је провео у ПСВ Ајндховену. Шест пута је проглашаван за најбољег фудбалера Румуније.